# Ghada Amer
Pour les articles homonymes, voir Amer.
Ghada Amer, née le 22 mai 1963 au Caire, est une artiste plasticienne égyptienne, peintre-brodeuse, et une figure féministe de l'art contemporain. Elle vit et travaille à New York.

## Biographie
Née au Caire le 22 mai 1963, elle fait ses études à Nice à la Villa Arson où elle suit l'enseignement de Noël Dolla. Elle est diplômée en 1989. En 1991, elle part pour Paris afin d'entrer dans l'Institut des hautes études en arts plastiques. En 1997 elle reçoit une subvention de la fondation Pollock-Krasner. En 1999, elle reçoit le prix UNESCO à la Biennale de Venise. Elle vit et travaille à New York.

## Description de son œuvre
Influencée par l’expressionnisme abstrait, elle abandonne la peinture après un séjour en Égypte pour adopter un médium à la fois artisanal et féminin : la broderie. Pour Ghada Amer, l'abstraction est l'expression majeure de la masculinité, en histoire de l'art au XXe siècle. C'est la raison pour laquelle elle intègre un univers féminin dans son œuvre à travers la broderie. Elle met délibérément l'envers de l'ouvrage à l’avant en laissant les fils de la broderie pendre, comme des traits de peinture. Elle brode des figures féminines à partir d’images de revues et de magazines pornographiques pour hommes. Elle interroge le rôle de la femme, de la sexualité et du plaisir dans les sociétés contemporaines.
En 1991-1992, dans Five Women at Work, elle représente la vie domestique. En 1998, dans Private Rooms, elle brode les passages du Coran qui abordent les questions des femmes. Dans Encyclopedia of Pleasure, elle reprend un traité médiéval arabe du plaisir.
Depuis 2010, elle travaille avec Reza Farkhondeh.
En 2012, elle reprend des œuvres de l'histoire occidentale de l'art (Ingres, Picasso) qui étaient peintes pour un public masculin hétérosexuel et voyeur. En 2018, une exposition à Tours repose sur une installation composée à partir de cactus, et une vingtaine de toiles brodées.
Son choix de médium comme la broderie  privilégie une technique utilisée depuis longtemps par les femmes, à la peinture à la gouache ou l'huile,.

## Citations de l'artiste
- « La séduction et le féminisme ne sont pas incompatibles »[6].
- « En art, c’est plus simple d’être un mâle, blanc et anglo-saxon »[7]

## Expositions sélectionnées
- 1999 : biennale de Venise, Italie
- 2000 : Whitney biennal de New York, États-Unis
- 2000 : la Kwangju Biennial, Corée du Sud
- 2001 : musée village stuck, Munich, Allemagne
- 2002 : De Appel fondation, Amsterdam, Pays-Bas
- 2003 : Museum of African Art, Long Island City
- 2004 : Hayward Gallery, Londres, UK
- 2004 : Centre Georges Pompidou, Paris, France
- 2004 : Mori Art Museum, Tokyo, Japon
- 2004 : Moderna Museet, Stockholm, Suède
- 2005 : biennale de Venise, Italie
- 2006 : biennale de Sydney, Australie
- 2007 : Musée d'art contemporain de Rome, Italie
- 2008 : Brooklyn Museum, New York, États-Unis
- 2010 : centre Pompidou à Paris, France
- 2018 : Dark Continent, CCCOD, Tours

## Prix et distinctions
- prix UNESCO à la Biennale de Venise, 1999